# Prinzessin Fantaghirò II
Prinzessin Fantaghirò II ist der zweite Film der Fantaghirò-Reihe aus dem Jahr 1992. Lamberto Bava übernahm die Regie und Alessandra Martines spielt die titelgebende Hauptrolle. Der Film wurde ursprünglich als Zweiteiler ausgestrahlt. Der Großteil der Besetzung des ersten Teils übernahm auch die entsprechenden Rollen im zweiten Teil.

## Handlung
Während Fantaghirò und Romualdo ihre Hochzeit vorbereiten, entführt die schwarze Hexe Fantaghiròs geliebten Vater. Als Hochzeitsversprechen verspricht Fantaghirò Romualdo, nie wieder ein Schwert zu führen. Die weiße Hexe besiegelt dieses Versprechen und lässt ihr Schwert unter Kristallen erstarren. Um ihren Vater zu finden, macht Romualdo sich auf den Weg zur schwarzen Hexe.
Kurz nach ihm macht sich Fantaghirò auf, da sie ihrem Instinkt, Romualdo zu folgen und ihm zu helfen, unbedingt nachgehen muss. Als sie bei der schwarzen Hexe ankommt, willigt sie in ein Duell gegen den besten Krieger der schwarzen Hexe ein, welcher sich als Romualdo entpuppt. Dieser geriet in die Gewalt der schwarzen Hexe, als diese ihn in Gestalt von Fantaghirò küsste.
Während des Kampfes gibt die weiße Hexe Fantaghirò von ihrem Versprechen frei, da sie ansonsten nicht mit Romualdo kämpfen kann, der unter dem Bann der schwarzen Hexe seine große Liebe sogar mit bloßen Händen töten würde.
Nach einem schweren Kampf kann Fantaghirò Romualdo überwältigen und zusammen mit dem schwarzen König, dem ohnmächtigen Romualdo und ihren Rittern fliehen. Doch die schwarze Hexe folgt ihnen, und der wieder erwachte Romualdo flieht wieder zu ihr zurück, gefolgt von Fantaghirò.
Die fordert die schwarze Hexe heraus, sich in etwas Reines zu verwandeln, was sie diesem Bösen nicht zutraue, und so kann sie die schwarze Hexe mit einem Stein zerschlagen, da das Reinste, was sie sich vorstellen kann, Kristall ist.
Doch nachdem sie wieder zurück im Schloss ist und ihren Vater wieder hat, den die schwarze Hexe als schwarzen König verkleidet hatte, kann sich Romualdo nicht mehr an seine Vergangenheit erinnern, und so lässt Fantaghirò ihn schweren Herzens ziehen. Voller Verzweiflung will sie ihre große Liebe schon aufgeben, als sie auf einem Fest auf der Burg ein Puppenspiel sieht, bei dem ihre und Romualdos erste Begegnung dargestellt wird, und so begibt sie sich zurück auf eine Reise, um noch einmal von vorne anzufangen und ihre Vergangenheit noch einmal geschehen zu lassen.
Unterstützt von der weißen Hexe schafft sie es, dass Romualdo sich wieder an sie erinnert.
Doch plötzlich hat Romualdo Kopfschmerzen, aus seinem Kopf löst sich ein Kristallsplitter, und die schwarze Hexe erscheint für einen Moment wieder, den sie dazu nutzt, Fantaghirò zu verwandeln; nur ein Kuss kann sie wieder zurückverwandeln.
Doch für wen soll sich Romualdo entscheiden, wo ein Krebs, ein Schwan und ein Fisch sich um ihn bemühen? Und so entscheidet sich Romualdo für eine Kröte, die sich als einzige nicht um ihn bemüht, und küsst diese.
Und so verwandelt sich Fantaghirò wieder zurück, und für den Moment scheint es endlich ein Happy End zu geben.